# Senna vargasii
Senna vargasii är en ärtväxtart som först beskrevs av Robert Walter Schery, och fick sitt nu gällande namn av Howard Samuel Irwin och Rupert Charles Barneby. Senna vargasii ingår i släktet sennor, och familjen ärtväxter. Inga underarter finns listade i Catalogue of Life.